# Mycalesis discobolus
Mycalesis discobolus är en fjärilsart som beskrevs av Hans Fruhstorfer 1907. Mycalesis discobolus ingår i släktet Mycalesis och familjen praktfjärilar. Inga underarter finns listade i Catalogue of Life.